# L'orso Yoghi (film)
L'orso Yoghi (Yogi Bear) è un film del 2010 diretto da Eric Brevig, basato sulla serie animata con protagonista l'orso Yoghi creato da Hanna-Barbera. Nella versione originale Yoghi è doppiato da Dan Aykroyd e il suo migliore amico Bubu dal cantante Justin Timberlake.

## Trama
Yoghi e Bubu sono due orsi grizzly che vivono nel parco di Jellystone (nome tratto dal famoso parco di Yellowstone) che si divertono a rubare i cestini da pic-nic ai turisti. Il Ranger Smith cerca di evitare che ciò avvenga, in modo che i turisti non vengano disturbati dai due orsi. Il parco di Jellystone sta subendo però delle perdite finanziarie e così il sindaco Brown ha deciso di chiuderlo e vendere il terreno. A causa di questo le famiglie non potranno più godere della bellezza della natura e i due orsi dovranno lasciare il solo luogo che hanno conosciuto come casa. Sarà compito di Yoghi, Bubu e del loro storico ostacolo ma amico a cercare di evitare la chiusura del parco, grazie anche all'aiuto di una documentarista di nome Rachel a tratti un po' strana a causa delle sue abitudini a vivere per mesi con gli animali di cui però Smith si innamora. Il gruppo scopre che la tartaruga domestica di Bubu è una tartaruga in via d'estinzione e decidono di usare ciò come scusa per evitare la chiusura del parco e il suo disboscamento. Dopo aver portato la tartaruga a Brown questi dichiara senza mezzi termini che Smith e i loro amici si stanno appellando a un cavillo assurdo pur di non far chiudere Jellystone e che infondo a nessuno sano di mente importa di una tartaruga in via d'estinzione e che non gli importa ciò che una legge dice se lo ostacola con i suoi piani di disboscamento e ordina di disfarsi della tartaruga e finirla una volta per tutte. Il tentativo fallisce e Brown viene smascherato grazie a Yoghi e Bubu con l'aiuto di Smith che rivela tramite un filmato la confessione precedentemente detta da Brown che Bubu aveva registrato con una videocamera nascosta e dopo che la tartaruga si rivela l'uomo viene arrestato. Evitata la chiusura del parco Smith e Rachel si mettono insieme mentre Yoghi e Bubu tornano a sgraffignare cestini da pic-nic.

## Produzione
Il film è stato realizzato in tecnica mista con la presenza sia di attori che di animazione in computer grafica ed è inoltre stato realizzato in 3D.
È il primo film basato su personaggi di Hanna & Barbera prodotto senza l'assistenza di William Hanna e Joseph Barbera, morti rispettivamente nel 2001 e nel 2006.

## Distribuzione
Originariamente il film doveva essere distribuito il 25 giugno 2010 ma successivamente venne posticipato. È stato proiettato in anteprima a Westwood in California l'11 dicembre 2010 e distribuito in tutti gli Stati Uniti a partire dal 17 dicembre dello stesso anno. In Italia è stato proiettato nei cinema a partire dal 14 gennaio 2011.

## Accoglienza
Il film è stato accolto da recensioni generalmente negative dalla critica. Sul sito Rotten Tomatoes ottiene il 13% delle recensioni professionali positive, con un voto medio di 3,6 su 10 basato su 101 recensioni.

## Riconoscimenti
- 2011 - Teen Choice Awards
  - Nomination Miglior doppiaggio in un film d'animazione a Justin Timberlake
- 2011 - ASCAP Award
  - Top Box Office Films a John Debney
- 2011 - Environmental Media Awards
  - Miglior film

## Sequel
Nel 2012, dopo il successo del film, è stato annunciato un secondo film che sarà diretto da Jay Chandrasekhar e scritto da Joshua Sternin e Jeffrey Ventimilia. Nel 2019, il film è ancora in fase di sviluppo.